# Майор Пронин
Майо́р Иван Николаевич Про́нин — персонаж ряда произведений писателя Льва Овалова, а также многочисленных советских анекдотов и других форм фольклора.

## О романах и рассказах Льва Овалова
Романы и рассказы Льва Овалова отличались стремительностью развития фабулы, динамичностью сюжета. По мнению критиков, Овалов использовал в своих произведениях о майоре Пронине приёмы такого жанра, как нуар-детектив.
Романами и рассказами Льва Овалова наряду с произведениями братьев Вайнеров, Феликса Гальперина, Еремея Парнова и других авторов детективов зачитывались миллионы советских людей на протяжении десятков лет.
Майор Пронин стал героем двух романов — «Медная пуговица» (1957) и «Секретное оружие» (1962), — повести «Голубой ангел» и ряда рассказов, которые публиковались в периодической печати и многократно издавались в виде книг — сборников «Приключения майора Пронина» и др. с 1938 по 2017 г.
Романам Льва Овалова присущ налёт коммунистической идеологии, «разоблачения империализма» (аналогичным романам, например, Яна Флеминга о Джеймсе Бонде также присущи обертоны о коварстве и изощрённой психологии советских противников, что не мешает их продаже в России и странах СНГ).
Майора Пронина можно рассматривать как аналог агента 007 — Джеймса Бонда, созданного фантазией служившего в разведке британского писателя Яна Флеминга, с той лишь поправкой, что романы о Бонде начали писаться в 1950-х годах, а романы и рассказы о Пронине — в конце 1930-х. При этом в разведке Лев Овалов не служил, но о качестве его прозы говорит тот факт, что в начале сороковых годов «компетентными органами» ему было предъявлено обвинение, что в своих текстах он разглашает методы работы разведки и контрразведки.

## Возрождение интереса к персонажу
В последние годы в обществе вновь возник интерес к книгам Льва Овалова и в частности к детективной прозе, посвящённой майору Ивану Николаевичу Пронину.
В 2015—2017 годах переизданы все произведения о майоре Пронине в двух книгах:
«Голубой ангел». СПб. Амфора. 2015 и
«Секретное оружие». СПб. Амфора. 2017 (причём тиражи допечатывались). В 2017 году вышел в свет в Орловском издательстве «Картуш»  ранее неизвестный незавершённый роман Льва Овалова о майоре Пронине — «Тайны чёрной магии», рукопись которого вдова писателя передала Орловскому государственному литературному музею имени И. С. Тургенева. Писатель закончил роман, но не довёл до конца его редактуру. Это единственное сохранившееся крупное произведение Льва Овалова, неопубликованное при жизни автора.

## В фольклоре
В фольклоре Пронин — собирательный образ советского милиционера, который часто попадает в невероятные ситуации, выходя из них живым и невредимым (ср. агент 007, агент 00X).

## Цитаты
Знаменитые фразы майора Пронина: «Первой формы будь достоин», «Враг не дремлет».

## Отсылки в культуре
Упомянут в фильме «Огонь, вода и медные трубы», где Вася учит морского царя читать по книге о майоре Пронине. Упоминается также в песне Сергея Минаева «ВДНХ» (вошла в альбомы Радио «Абракадабра» (1987) и Пират XX века (2006)), по сюжету которой майор госбезопасности Пронин разоблачил американского шпиона («Пронин-майор, расскажите, как так просто догадались вы?»).
В фильме Леонида Гайдая «Частный детектив, или Операция «Кооперация»» (1989) есть пародийный персонаж — майор милиции Казимир Афанасьевич Кронин (Александр Белявский), который в конце фильма становится швейцаром в «Центральном совете кооператоров».
В 1992—1994 годах был снят пародийный мультсериал о капитане Пронине, являющемся внуком майора Пронина. Майор также фигурирует в сериале: в первой серии он задерживает Джеймса Бонда (потом, правда, отпускает).
В 2000 году Михаил Казовский опубликовал в журнале «Смена» иронический стихотворный детектив «Майор Пронина», который с рядом продолжений вошёл в отдельное издание 2007 года.

## Произведения о майоре Пронине
- «Приключения майора Пронина».
- 1939 — «Синие мечи» (рассказ)
- 1939 — «Зимние каникулы» (рассказ)
- 1939 — «Сказка о трусливом чёрте» (рассказ)
- 1940 — «Куры Дуси Царёвой» (рассказ)
- 1940 — «Agave mexicana» (рассказ)
- 1940 — «Стакан воды» (рассказ)
- 1941 — «Голубой ангел» (повесть)
- 1958 — «Медная пуговица» (роман)
- 1962 — «Секретное оружие» (роман)